# StudiVZ
studiVZ (kurz für Studiverzeichnis) war ein soziales Netzwerk für Studenten. Am 30. Oktober 2005 als Limited gegründet, war es neben den später folgenden Plattformen schülerVZ und meinVZ ein Angebot der VZ Netzwerke, das als Tochterunternehmen der Verlagsgruppe Georg von Holtzbrinck angehörte. Bis 2009 wurde studiVZ in verschiedenen Sprachen mit separaten Plattformen angeboten, konzentrierte sich seitdem jedoch ausschließlich auf den deutschsprachigen Raum. Der Eigentümer, Poolworks, meldete am 7. September 2017 Insolvenz an. Im April 2020 kündigten die Betreiber an, StudiVZ zum 30. Juni 2020 abzuschalten, setzten diese Ankündigung jedoch zunächst nicht in die Tat um. Am 31. März 2022 wurde die Plattform nach Ankündigung abgeschaltet.

## Geschichte
Das Portal studiVZ wurde am 11. November 2005 als Projekt der studiVZ Ltd. gegründet. Es war eine Idee von Ehssan Dariani (CEO). Dennis Bemmann war CTO. Die Seite ähnelte dem damals ausschließlich englischsprachigen Pendant Facebook sowohl optisch als auch inhaltlich – einziges wesentliches Unterscheidungsmerkmal war die rote Farbe. Deswegen wurde StudiVZ von Facebook verklagt und es kam zu einer außergerichtlichen Einigung.
Das Projekt entwickelte sich als soziales Netzwerk sehr schnell und war ursprünglich für die 2,3 Millionen Studenten in Deutschland, Österreich und der Schweiz konzipiert. Im Herbst 2006 starteten Ableger von studiVZ für Studenten in Frankreich (studiQG), Italien (studiLN), Spanien (estudiLN) und Polen (studentIX). Aufgrund des großen Erfolges in den deutschsprachigen Ländern und des immer größeren Zuwachses an Nicht-Studenten wurden mit schülerVZ und meinVZ fast identische Plattformen mit einer anderen Zielgruppe begonnen. Für Benutzer, die ein Studium absolviert haben oder gar nicht studieren, wurde am 28. Februar 2008 eine Plattform namens meinVZ in englischer und deutscher Sprache eröffnet.
Zum 20. Januar 2009 wurden die Plattformen für Spanien, Italien, Frankreich und Polen eingestellt. Die VZ Netzwerke konzentrieren sich seitdem ausschließlich auf den deutschsprachigen Raum.
Das Projekt für Studenten zählte im November 2009 rund 6,2 Millionen registrierte Nutzer. Im ersten Quartal 2008 hatte studiVZ rund 5,5 Millionen Unique User und gehörte damit zu den erfolgreichsten Onlinemedien in Deutschland.
Einer im April 2011 veröffentlichten repräsentativen Umfrage zufolge hatte Facebook zu diesem Zeitpunkt die VZ-Netzwerke bezüglich der Mitgliederzahlen in Deutschland überholt. 27 Prozent der deutschen Internetnutzer seien bei einem VZ-Netzwerk, jedoch etwa 47 Prozent bei Facebook angemeldet. Die Frankfurter Allgemeine Zeitung sah bereits das Ende der VZ-Netzwerke und schrieb, die VZ-Unternehmen seien abgetaucht.
Im Februar 2012 berichtete die Süddeutsche Zeitung, dass die VZ-Netzwerke einen Rückgang der Seitenaufrufe um 80 % zu verzeichnen hätten. Dies erkläre sich durch die geringe Aktivität der Mitglieder. Lediglich 5,9 Millionen der 16 Millionen Mitglieder wären zum Beispiel im Oktober 2011 aktiv gewesen. Auch die durchschnittliche monatliche Besuchsdauer der Nutzer sei von Januar 2011 bis Februar 2012 kontinuierlich gesunken, während sie beim Konkurrenten Facebook im gleichen Zeitraum kontinuierlich gestiegen sei. Lag die Besuchsdauer bei den VZ-Netzwerken am Anfang des Betrachtungszeitraums noch vorne (196 Minuten pro Monat gegenüber 155 Minuten pro Monat bei Facebook), waren die Nutzer am Ende des Beobachtungszeitraumes im Schnitt mehr als fünfmal so lange bei Facebook (383 Minuten pro Monat gegenüber 70 Minuten pro Monat). Im August 2012 zählte Comscore nur noch 2,8 Millionen „unique visitors“ aller drei VZ-Seiten, wobei studiVZ den geringsten Anteil mit 591.000 Besuchern verzeichnete. SchülerVZ wurde am 30. April 2013 stillgelegt. 2015 hatten die VZ-Seiten StudiVZ und MeinVZ insgesamt nur noch 1 Mio. aktive Benutzer. Im August 2017 zählte SimilarWeb ca. 240.000 Besuche („total visits“) bei studiVZ.

### Insolvenz
Am 7. September 2017 meldete der Eigentümer Poolworks beim Amtsgericht Berlin-Charlottenburg Insolvenz an. Wie das Magazin Gründerszene berichtete, schuldete die Poolworks Germany Ltd. gemäß veröffentlichter Jahresabschlüsse ihren Eigentümern am Ende des Jahres 2015 mehr als 45 Millionen Euro. Der eingesetzte vorläufige Insolvenzverwalter Jesko Stark äußerte sich jedoch zuversichtlich: „Noch ist die Anmeldung ganz frisch, aber nach dem, was ich bisher zu sehen bekommen habe, bin ich zuversichtlich, dass der Betrieb weitergehen kann.“
Ein weiterer Grund für die Insolvenzanmeldung schienen Schulden beim Finanzamt zu sein. So hieß es in einem Statement von StudiVZ: „Leider konnten sich die amerikanischen Gesellschafter noch nicht mit dem Finanzamt über die Rückzahlung einer Summe einigen, sodass daraufhin die Insolvenz angemeldet werden musste.“

### Abschaltung
Ende März 2022 wurde StudiVZ endgültig vom Netz genommen.

## Entwicklung
Mit studiVZ und meinVZ wurden erstmals zwei Plattformen durch eine Schnittstelle verbunden, so dass – sofern vom einzelnen Mitglied gestattet – auf Profile von beiden Seiten zugegriffen werden konnte. Mit der Plattform schülerVZ bestand eine solche Verbindung aus Jugendschutzgründen nicht. Auch Verbindungen zwischen den verschiedenen Sprachversionen gab es nicht. meinVZ erreichte nach Angabe der FAZ im Juni 2009 rund 3,17 Millionen Mitglieder, von denen jedoch viele nach einer großangelegten „Umzug“-Aktion dorthin gewechselte ehemalige studiVZ-Nutzer waren.
In der Vergangenheit wurde insbesondere in Blogs und Onlinemagazinen, aber auch von verschiedenen größeren Zeitungen, Kritik am Verhalten der Betreiber geübt. Dies ging so weit, dass Ende 2006 sogar Studentenvertreter vor der Benutzung von studiVZ warnten. Das schülerVZ wurde aufgrund der minderjährigen Klientel noch kritischer gesehen.
Daraufhin begann studiVZ Anfang 2007 mit der Diskussion eines Verhaltenskodex, dem eine Änderung der Allgemeinen Geschäftsbedingungen (AGB) und technische Verbesserungen folgten. Ab Mai 2007 war studiVZ zudem Mitglied der Freiwilligen Selbstkontrolle Multimedia-Diensteanbieter e. V. (FSM).

## Funktionen
Das System zählte zur Sozialen Software. Es bot unter anderem die folgenden Funktionen:
- Die Wahl einer Hochschule, an der der Nutzer aktuell studierte. Die Auswahl war nicht optional und auch bei ausgeblendeten Profilen sichtbar.
- Erstellung eines Profils mit der Möglichkeit, vielfältige Angaben zu machen (Kontaktdaten, Interessen, Hobbys, gerade besuchte Lehrveranstaltungen usw.).
- Funktion zur Suche nach anderen Studenten, auch über die in Profilen hinterlegten Interessen und Lehrveranstaltungen (hier unterschied man allgemeine Suche, Profilsuche und Gruppensuche).
- Die projektübergreifende Suche im meinVZ-Projekt.
- Anzeige von Verbindungen (Kontakte) zwischen im System registrierten Mitgliedern.
- Bildung von Gruppen mit Gruppen-Diskussionsforen, zuletzt über eine Million. Jedes Mitglied konnte bis zu 125 Gruppen beitreten. Die Themen der Gruppe waren vollkommen frei wählbar und variierten von konkreten Problemstellungen bis zu reinen (über den Namen formulierten) witzigen Statements.
- Erstellen von Fotoalben und Hochladen von Fotos.
- Foto-Tagging: Einzelne Personen auf Fotos konnten mit deren Benutzerkonten verlinkt werden.
- Melden: Links an verschiedenen Stellen der Seite, mit denen man die Betreiber auf Regelverstöße durch andere Nutzer oder Gruppen hinweisen konnte.
- Ignorieren: Bestimmte Personen konnten auf eine Ignorierliste gesetzt werden. Eine anschließende Kontaktaufnahme und Ansicht des Profils war dann nicht mehr möglich.
- Plauderkasten: Mit Kontakten, die zur selben Zeit online sind, konnte man wie in einem Instant Messenger chatten.[28]
- Video-Serie „Pietshow“: StudiVZ stellte erstmals von Oktober bis Dezember 2008 insgesamt 15 vierminütige Folgen (Webisodes) einer fiktionalen Geschichte um den Berliner Filmstudenten Piet online. Die Firma Grundy UFA produzierte die ausschließlich im Internet veröffentlichte Serie.[29][30] Im März 2009 wurde die Serie für den International Digital Emmy nominiert, gewann ihn jedoch nicht.[31] Aufgrund des großen Erfolgs der Webserie bei den VZ-Mitgliedern entschlossen sich die VZ Netzwerke und Grundy UFA, weitere Folgen zu produzieren. Ab dem 20. Oktober war die Pietshow im bewährten Format jeweils dienstags und donnerstags in neuen Episoden zu sehen.[32]
- Buschfunk war ein Twitter-ähnlicher Dienst, der ein Versenden von Nachrichten mit einer maximalen Länge von 140 Zeichen erlaubte. Diese Nachrichten wurden bei allen „Freunden“ auf der Startseite angezeigt. Die Funktion konnte mit Twitter gekoppelt werden, so dass Nachrichten aus dem Buschfunk bei Twitter erschienen und umgekehrt.
- Die Partnerfunktion hatte den Zweck, das Profil seines Partners und das eigene zu verbinden.
- Gruscheln: Ein prägender Begriff für studiVZ war die Funktion des Gruschelns, der von Ehssan Dariani ersonnen wurde und ebenso in die Ableger meinVZ und schülerVZ übertragen wurde. Das „Gruscheln“ war stark an die Facebook-Funktion „anstupsen“ angelehnt. Hierbei handelte es sich um eine Funktion zur Kontaktaufnahme mit anderen Mitgliedern. Gruscheln hatte keine offizielle Definition, es wurde jedoch oft durch Presse und Nutzer als Verbindung der Wörter grüßen und kuscheln interpretiert. Jedem Nutzer stand eine eigene Interpretation frei.[33] Im Raum der fränkischen Dialekte bedeutet das Wort in der Umgangssprache etwa so viel wie kramen oder wühlen im Sinne von suchen.[34][35][36][37][38]

## Kritik

Logo der Datenschutzkampagne der VZ Netzwerke Ltd.

### Missbrauchsgefahr durch Dritte
Websites mit vielen persönlichen Benutzerdaten wie studiVZ bergen grundsätzlich die Gefahr, dass unberechtigte Dritte Data-Mining betreiben. Es wird Identitätsdiebstahl durch Kombination der Daten mit anderen sozialen Netzwerken befürchtet. Tatsächlich gelang es am 9. Dezember 2006, insgesamt 1.074.574 studiVZ-Profile herunterzuladen und damit anschließend eine Analyse der Profilinformationen zu erstellen. Des Weiteren wurde ein Programm veröffentlicht, welches es ermöglichte, alle nach der Anmeldung auf studiVZ frei zugänglichen Daten zu speichern und Freundschaftsverbindungen grafisch darzustellen. Solch ein automatisierter Zugriff auf die Seite wurde mittels sogenannter Captchas seit Dezember 2006 erschwert.
Im Februar 2007 gab es erneut einen Angriff auf die Website, bei dem es dem Angreifer gelungen sein soll, unmittelbaren Zugriff auf die Datenbank des Systems zu erhalten und so auch an nicht veröffentlichte Daten wie Passwörter und E-Mail-Adressen der Nutzer zu gelangen. studiVZ hat daraufhin die Passwörter aller Mitglieder zurückgesetzt und musste die Seite erneut mehrere Stunden vom Netz nehmen.
Im Laufe des Jahres 2009 wurde im Internet ein Programm veröffentlicht, mit dem man die von den VZ-Netzwerken benutzten Captchas automatisch lösen konnte; dies führte jedoch zu keiner nach außen hin erkennbaren Änderung der Sicherheitsmaßnahmen. Bekannt wurden drei Fälle aus dem Oktober 2009, bei denen insgesamt mehrere Millionen Profile der verschiedenen VZ-Netzwerke, insbesondere des SchülerVZ, mithilfe eines Skriptes heruntergeladen worden sein sollen. Durch das Ausnutzen verschiedener Sicherheitslücken in den VZ-Netzwerken war es bis Juli 2009 auch möglich, als „privat und nur für Freunde sichtbar“ gekennzeichnete Daten abzugreifen. Eine entsprechende Datensammlung mit über 100.000 Datensätzen ist im Oktober 2009 aufgetaucht. Die genauen Umstände und Inhalte der Kontakte zwischen den VZ-Netzwerken und dem Datensammler sowie die Umstände und Gründe seiner Festnahme und seines Suizids in Haft sind unklar.

### Privatsphäre
Dem Nutzer wurden Optionen angeboten, die es erlaubten, den Zugriff auf sensible Informationen einzuschränken, diese waren zum Schutz der Nutzer standardmäßig aktiviert. Das Profil war hinsichtlich der Sichtbarkeit beschränkt, Änderungen bedurften der aktiven und individuellen Freischaltung von Seiten der Nutzer. Je nach Einstellungsoptionen für die Privatsphäre blieben nur bestimmte Informationen (bspw. der Name) für Betrachter des Profils sichtbar; für Freunde konnten weitere Details zugänglich gemacht werden (wie beispielsweise Verlinkungen auf Fotos). Anmelden konnte sich jeder, der über eine gültige E-Mail-Adresse verfügt.
Beim Anlegen eines eigenen Fotoalbums konnte der Benutzer wählen, ob dieses Album nur für ihn, für alle Personen, mit denen er befreundet ist, oder für alle Benutzer sichtbar war.

### Gespeicherte Bilder
Ein weiterer Kritikpunkt war die Verwaltung der von Benutzern in Fotoalben hochgeladenen Bilder: studiVZ speicherte diese Bilder in Verzeichnissen auf einem Webserver, wobei ein Teil der Bild-URL mithilfe eines Hash-Algorithmus bestimmt wurde. Da die Bilder ansonsten ungeschützt waren, konnten sämtliche Bilder, auch die als privat markierten, von jedem Internetnutzer angesehen werden, dem die URL bekannt war. Die URLs konnten beispielsweise im Freundeskreis weitergegeben oder im Internet veröffentlicht werden.